# Gare de Wingham
La  gare de Wingham  est une gare ferroviaire canadienne, érigée par le chemin de fer Grand Tronc en 1906. 

## Situation ferroviaire
La gare se trouvait sur la ligne du Wellington, Grey and Bruce Railway entre Palmerston et Kincardine. 

## Histoire
Construite en 1874, la gare de Wingham offre un service de passagers et de marchandises. Le service ferroviaire aux passagers a pris fin dans les années 1940. Un service de marchandises continue à Wingham jusqu’aux années 1990.

## Patrimoine ferroviaire

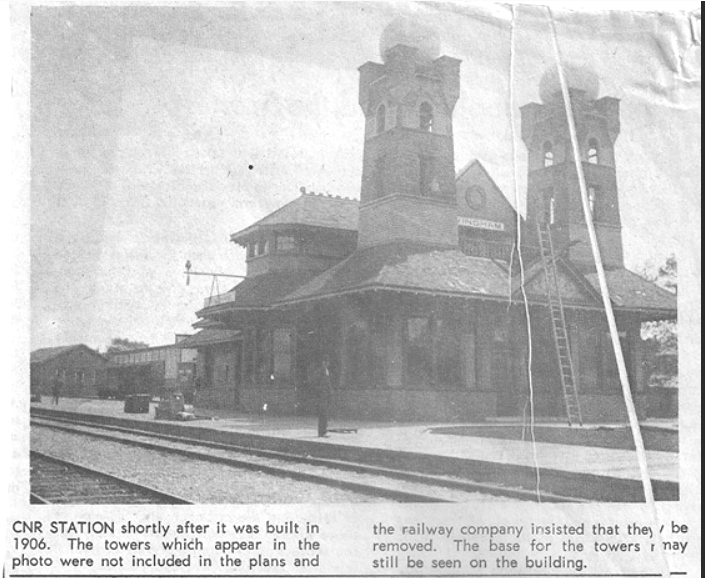
Photo de la gare vers 1906, montrant les tours.

Le bâtiment à ossature de bois est conservé en bon état, existe toujours dans son emplacement d'origine . La gare avait deux tours lors de la construction, qui n'étaient pas dans les plans de construction. Le chemin de fer demande qu'on les retire par la suite.
Le conseil municipal de Wingham a désigné la gare comme édifice patrimonial en 1990, sous la partie IV de la Loi sur le patrimoine de l'Ontario. La gare a été étudiée par le gouvernement fédéral à titre de désignation comme gare ferroviaire patrimoniale, ce qui n'a pas été accordé . Voulant vendre le terrain ferroviaire (sur lequel la gare se trouve), le conseil municipal publie un "Avis d’intention d’abroger (initiative du conseil)" en 1994, visant à enlever la désignation de la gare comme édifice patrimonial , qu'elle publie par le "Règlement municipal visant une abrogation/paragraphe 32" en février 1996 .
En 2016, des entrepreneurs locaux veulent le convertir en restaurant .